# Калашный переулок
Кала́шный переу́лок — переулок в Москве (Центральный административный округ Москвы). Проходит от Большой Никитской улицы до Нижнего Кисловского переулка, лежит между Никитским бульваром и Малым Кисловским переулком, параллельно им.
Нумерация домов ведётся от Нижнего Кисловского переулка.

## Происхождение названия
Старинное название переулка появилось в XVI—XVII веках, дано по слободе калашников, находившейся в те времена рядом с Кисловской слободой.

## История
Внешний вид переулка был типичным для своего времени: деревянные дома, немощёная улица. До пожара 1812 года улица начиналась зданием Церкви Иоанна Милостивого (по нечётной стороне, на углу с Малым Кисловским переулком). После пожара, к 1817 году, в переулке появились первые жилые каменные строения.

## Примечательные здания и сооружения

### По нечётной стороне
№ 1 
Здание начала XVIII века многократно меняло своих владельцев. Среди прочих оно принадлежало Варваре Голицыной, Фёдору Кокошкину, А. И. Шмидту.
№ 3/8а, стр. 1, главный дом городской усадьбы
, здание XVIII века, в 1877 было перестроено по проекту архитектора А. О. Вивьен. В 1920 году здание арендовал Дом печати (клуб московских журналистов). Здесь выступали поэты Александр Блок, Владимир Маяковский, Сергей Есенин, Демьян Бедный, революционер Анатолий Луначарский. Отсюда в 1941 году уходили на фронт московские журналисты.
№ 3/8, стр. 1, доходный дом С. Ф. Голицына — купца А. Н. Прибылова
 ЦГФО, здание было пристроено к главному усадебному дому (№ 3/8а) в 1798—1806 годах. В 1899 году было перестроено под доходный дом по проекту архитектора Августа Вебера: со стороны бульвара надстроено третьим этажом, со стороны переулка — пристроены галереи. Также перестраивалось в 1930-е и в 1948—1950-е годы.
В 1880 году дом приобрёл купец А. Н. Прибылов, затем он перешёл его дочери С. А. Мокеевой, вышедшей в 1910 году замуж за доктора К. А. Шурова. В 1920 году здание арендовало жилищное товарищество № 254. С 1918 по 1968 год здесь, в квартире № 25, жил историк, директор Московского коммунального музея Пётр Сытин. В настоящее время в здании располагается Институт журналистики и литературного творчества.
№ 5а/8, стр. 1—4, городская усадьба И. Г. Наумова — А. С. Олениной — В. В. Думнова
, здания XVIII—XIX веков постройки. В доме жил композитор П. И. Чайковский.
№ 7, домовой храм
Часть комплекса 1914 года постройки, предназначавшегося для Министерства финансов Российской империи, архитектор — Богдан Нилус.
№ 9 
Здание второй половины XIX века.

### По чётной стороне
№ 2/10, доходный дом А. И. Титова (Дом Моссельпрома)
.
До пожара 1812 года на этом участке, на углу с Малым Кисловским переулком, находились Церковь Иоанна Милостивого и постройки её причта. К 1817 году на месте сгоревших строений было выстроено несколько жилых каменных зданий (в одном из них в 1818—1819 годах жила семья С. Ф. Мочалова, отца актёра Павла Мочалова). К началу XX века здесь находились трактир и извозчичья стоянка. В 1912 году по заказу нового владельца участка, купца А. Титова, архитектор Николай Струков начал здесь строительство многоэтажного доходного дома. 22 марта 1913 года у практически достроенного 7-здания обрушилась фасадная стена, после чего проект был реализован до конца лишь частично.
В 1923—1925 годах пятиэтажное здание было надстроено двумя этажами по проекту инженера В. Д. Цветаева и архитектора Давида Когана, его увенчала зубчатая шестиугольная башня с часами, спроектированная Артуром Лолейтом. По окончании работ здание занял «Моссельпром».
Здание стало известным благодаря фразе «Нигде кроме, как в Моссельпроме» авторства Владимира Маяковского, размещённой на панно, выполненном по проекту художников Александра Родченко и Варвары Степановой. Внешнее оформление здания было воссоздано в 1990-е годы по проекту архитектора Е. Овсянниковой.
В 1964—1969 годах здесь в кв. № 11 жил филолог Виктор Виноградов (мемориальная доска). В настоящее время в здании находятся один из факультетов Академии театрального искусства и мастерская художника Ильи Глазунова и арт-пространство «Нигде Кроме» (комплекс помещений, объединяющий в себе литературное кафе, выставочный зал и книжный магазин), концепция и дизайн которого построены на идеях и эстетике русского авангарда начала XX века.
№ 4, доходный дом
Здание 1851 года постройки, было перестроено в 1900 году.
№ 4/1, доходный дом с магазинами А. И. Титова
 ЦГФО, здание 1911—1915 годов постройки, архитектор — Николай Струков. Часть комплекса доходных домов купца Титова, обвалившегося в 1913 году.
№ 6, стр. 1, главный дом городской усадьбы В. В. Думнова — Н. Л. Маркова с оградой
, здание 1817 года перестраивалось в 1887 году по проекту архитектора Алексея Щеглова, в 1896 году по проекту инженера Николая Маркова и в начале XX века. Сохранившуюся отделку интерьеров в 1915—1916 годах осуществил архитектор Владимир Маят. Здание занимает Посольство Нидерландов в России.
№ 8/5, особняк В. Думнова

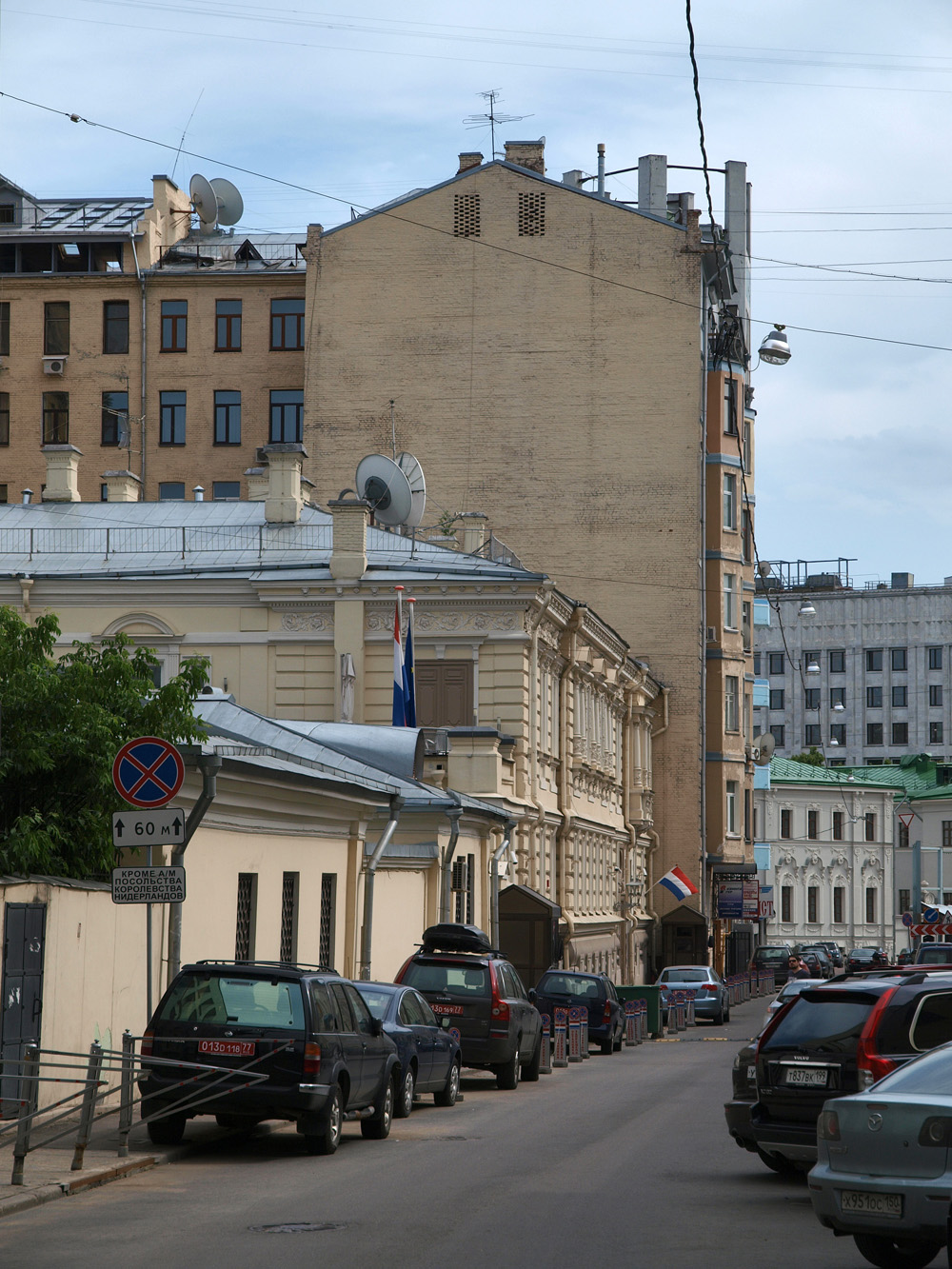
№ 6, стр. 1, главный дом городской усадьбы В. В. Думнова — Н. Л. Маркова (в центре).

К жилому дому на углу с Малым Кисловским переулком в 1903 году была добавлена пристройка, архитектор — Алексей Щеглов. В 1975—1978 годах здание было перестроено для представительства Эстонской ССР в Москве. В настоящее время — гостиница и общежитие посольства Эстонии в России.
№ 10, городская усадьба В. М. Рихтер — Е. В. Гавриловой
 ЦГФО
№ 10, главный дом усадьбы
Здание конца XVIII — 1-й половины XIX века, перестраивалось в 1876 и 1886 годах, архитектор — Владимир Шер; в 1911 году, архитектор — Александр Антонов. В 1920-х годах здесь жил артист МХТ Леонид Леонидов.
№ 10, стр. ? и ?, усадебный флигель и хозяйственная постройка
Здания 1876 года постройки.
№ 12, городская усадьба Г. Н. Зарубина — С. С. Лепешкина — А. И. Сергеевой
 ЦГФО
№ 12, главный дом усадьбы
Здание 1820-х годов постройки перестраивалось в 1884 году, архитектор — Александр Каминский и в 1920-х годах. В 1892—1893 годах здесь снимал квартиру пианист, профессор Московской консерватории Николай Зверев. До 2007 года в здании располагалось посольство Японии, затем оно стало использоваться в качестве резиденции посла Японии в России.
№ 12, стр. ?, усадебный флигель
Здание 1860 года перестраивалось в 1881 году.
№ 14, главный дом усадьбы А. Г. Чижова с оградой
 ЦГФО, здание в стиле неоклассической эклектики 1876 года постройки. Выразительный «герб» на массивном аттике — чисто декоративная композиция, призванная, как и стилистика дома, подчеркнуть претензии владельца на обладание старинным «родовым» гнездом в центре Москвы. Здание занимает организация «Совэкспортфильм».
№ 14, стр. ?

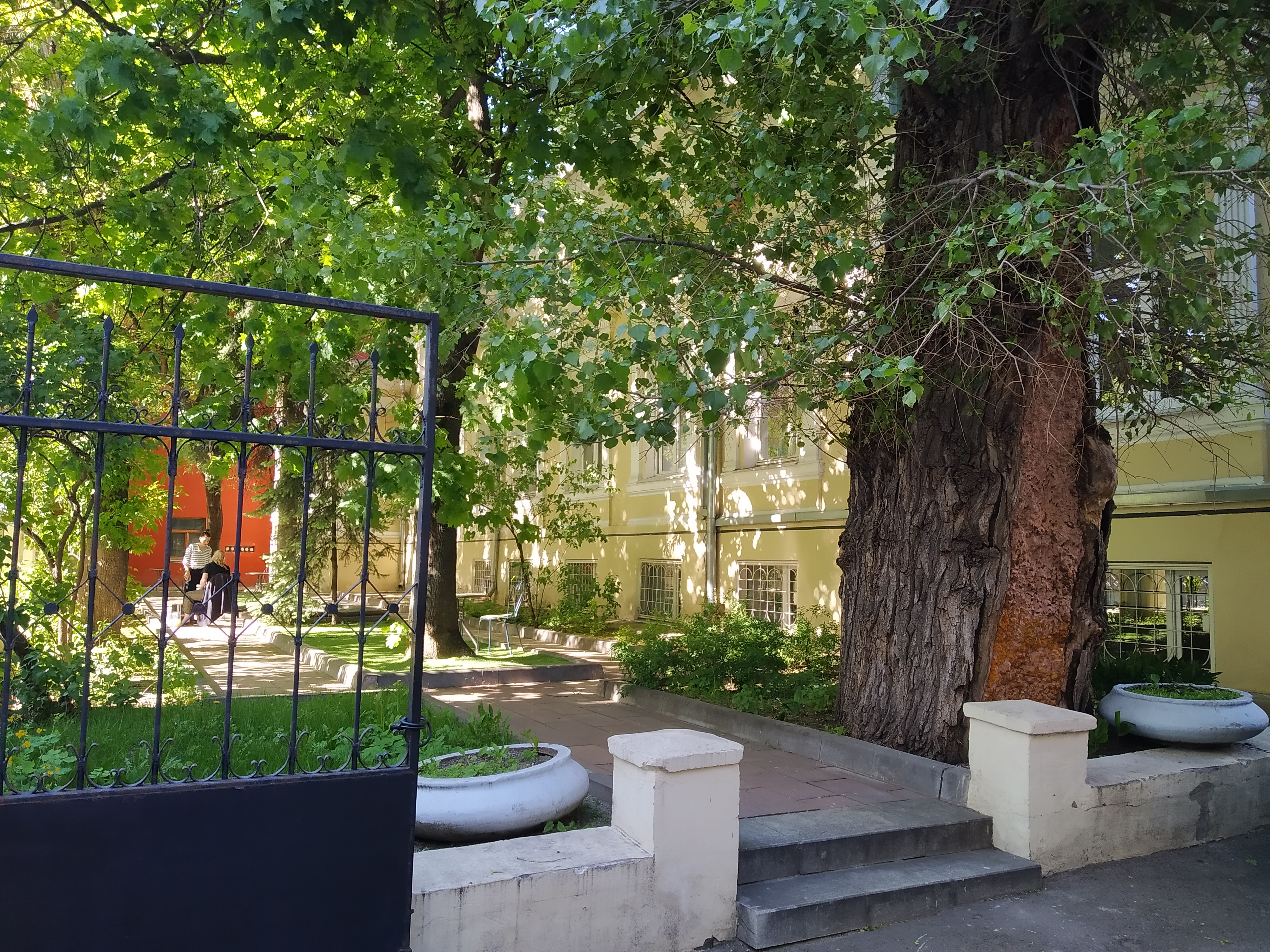
Роскино (бывш. Совэкспортфильм) в усадьбе Чижова, д. 14 с. 1

Жилой дом конца XIX века, перестроен в 1949—1950 годах.
№ 16, адрес доходного дома княгини Е. Ф. Шаховской
, здание 1884 года постройки, архитектор — Константин Терский; было снесено в 2009 году при реконструкции усадьбы Шаховских для размещения театра Геликон-опера.
№ 18 
Служебные строения комплекса зданий, принадлежавших княгине Е. Ф. Шаховской. С начала 1990-х годов в здании располагается антикварный магазин.